# Otus albogularis
Otus albogularis é uma espécie de ave estrigiforme pertencente à família Strigidae. Pode ser encontrada na região andina da Bolívia, Colômbia, Equador, Peru e Venezuela. Possui comprimento e peso médios, respectivamente, de 26cm e 185g.